# Fernando Debas
Fernando Juan Bautista Debas et Dujant, (Moulins, 31 août 1842 - Madrid, 21 juin 1914) est un photographe espagnol, actif à Madrid entre 1872 et 1902. 

## Biographie
Après avoir étudié la photographie dans sa ville natale et travaillé à Angoulême, Cognac et Libourne, il s'installe avec son frère Edgardo Debas (es) à Madrid. Marié à Francisca Moullette, il n'a pas d'enfants. En 1887, il acquiert la station thermale de Caldeliñas et la source de Sousas à Verín, y réalisant d'importants investissements et commercialisant ses eaux, une activité qui se poursuivra jusqu'à sa mort.

## Galerie

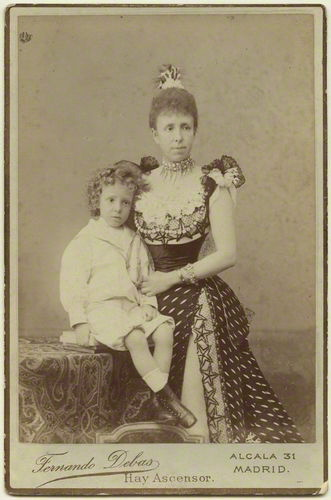
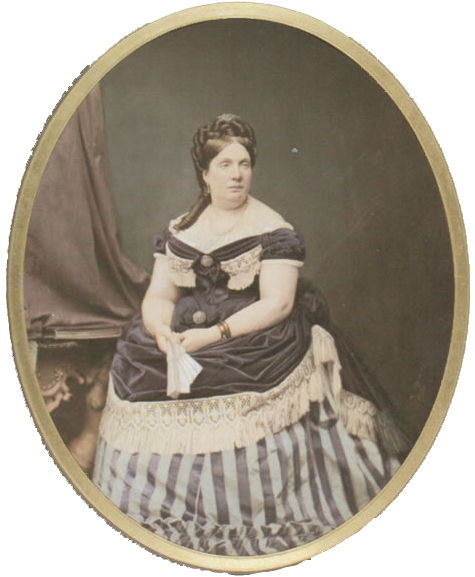
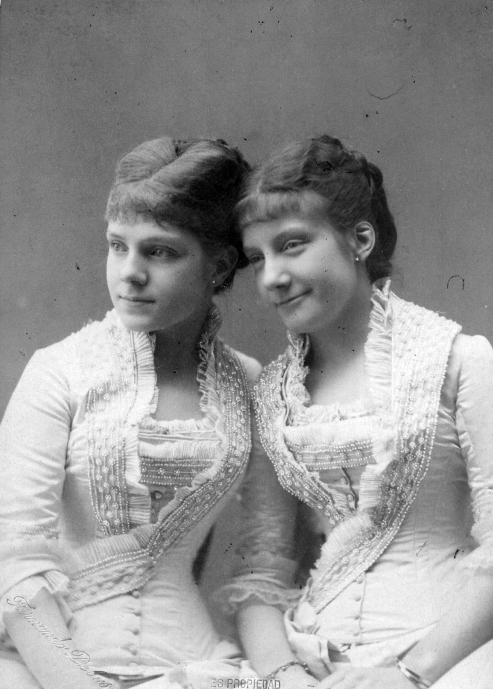
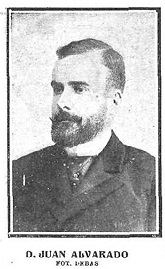

## Collections
- Bibliothèque nationale d'Espagne
- Bibliothèque du Congrès américain

## Source
- (es) Cet article est partiellement ou en totalité issu de l’article de Wikipédia en espagnol intitulé « Fernando Debas » (voir la liste des auteurs).